# Margery Kempe
Margery Kempe, född omkring 1378, var en engelsk affärsidkare och författare. 
Margery Kempe var dotter till en ansedd borgare John Burnham i Lynn. Omkring 1393 gifte hon sig med John Kempe, 1413–1415 företog hon en pilgrimsfärd till Palestina och Rom, 1417 till Compostella i Spanien och omkring 1433 en till Tyskland.
Hon har blivit känd för eftervärlden tack vare den självbiografi hon med hjälp av två skrivare nedtecknade i sextioårsåldern, 1438. Där beskriver hon bland annat sina religiösa syner och sina pilgrimsresor. Målet med boken, The Book of Margery Kempe, var att hon skulle uppnå helgonstatus i den katolska kyrkan. Det lyckades hon inte med, men däremot äras hon inom den anglikanska kyrkan och bokmanuskriptet, som hittades 1912, har fått stor betydelse för synen på kvinnornas liv under 1400-talet. Kempe gifte sig och blev mor till 14 barn under sin levnad.